# Ернест Шонекан
Ернест Шонекан (англ. Ernest Shonekan; 9 травня 1936 — 11 січня 2022) — нігерійський державний діяч, який тимчасово виконував обов'язки президента країни з 26 серпня по 17 листопада 1993 року.

## Біографія
Ернест Шонекан народився і виріс у Лагосі, колишній столиці Нігерії. Він був одним з шести дітей, народжених в сім'ї, де батько працював державним службовцем. Початкову освіту здобув у місцевій гімназії, яка була заснована церковним місіонерським товариством, а диплом юриста отримав, закінчивши навчання в Лондонському університеті.
До 26 серпня 1993 року Ернест Шонекана був генеральним директором організації «Об'єднана африканська компанія Нігерії». Після того як президент Ібрагім Бабангіда залишив свій пост, Шонекан за британської підтримки став главою перехідного уряду Нігерії. Він встиг провести реформу, скасувавши державні субсидії на видобуток нафти (це було зроблено під тиском падіння світових цін на нафту). Після цього почалося зростання інфляції в країні, що призвело до вуличних протестів.
17 листопада 1993 року, після майже трьох місяців при владі, він був повалений військовими під керівництвом тодішнього віце-президента країни — Сані Абача. Шонекан, за час свого короткого президентства, не мав ніякого реального контролю над процесами в країні.